# Cypress Hill
Cypress Hill – amerykańska grupa wykonująca szeroko pojętą muzykę hiphopową, powstała w Los Angeles wiosną 1988 roku. Jej członkowie z pochodzenia są Latynosami.

## Skład zespołu
- B-Real – wokal
- Sen Dog – wokal
- DJ Muggs – DJ
- Eric Bobo – perkusja

## Historia
Grupa ma swój charakterystyczny styl. Od początku istnienia Cypress Hill łączyli hip-hop z muzyką alternatywną, to w dużej mierze przysporzyło im liczne grono fanów na całym świecie. Muzyczne podkłady Muggsa są z domieszką funky i hardcore'u oraz z ciężkim, przytłaczającym klimatem. Wysokie, nosowe rymy B-Reala kontrastują z niskim, "zadymionym" głosem Sen-Doga. W swoich tekstach Cypress Hill nie omijają trudnych tematów – rapują o rasizmie, przemocy w gettach, wszystko zaprawiają ostrym humorem.
Główną ideą zespołu jest doprowadzenie do zalegalizowania marihuany, o co przy każdej okazji apelują. Zespół utrzymuje jednak, że wygłaszane przez niego hasła nie mają nic wspólnego z tworzoną muzyką. Jak powiedział B-Real – Muzyki nie można spłaszczać, to wyższa idea, to sztuka, która nie może służyć jako przenośnik słów; nasze osobiste przekonania to sprawa drugoplanowa; staramy się nie wykorzystywać muzyki do faszerowania nią słuchaczy, to nieuczciwe! Nasze piosenki to forma przypowieści, przykładów, które pokazują, jakie istnieją możliwości w danej sytuacji. Można skorzystać z naszych sugestii, ale zawsze pozostają one sugestiami; nigdy nie chcemy niczego narzucać, przeważnie pokazujemy co może się zdarzyć, jeśli coś tam... Nigdy nie śpiewamy o czymś, czego nie doświadczyliśmy lub nie widzieliśmy na własne oczy – jesteśmy bardzo autentycznym zespołem... A ponieważ lubimy rozmawiać z ludźmi, komunikować się z nimi, nasza twórczość jest formą globalnej rozmowy. Z naszych utworów można wynieść coś dla siebie, pozastanawiać się nad życiem, światem .
Logo grupy ma swoje źródło w sentymencie jakim członkowie grupy darzą rockowe grupy z lat siedemdziesiątych. Muggs wyjaśnia – " Jest tego wiele w wizerunku Cypress Hill. Wiele z tego przyszło z takich grup jak Led Zeppelin i Black Sabbath. To właśnie dlatego tak jest – szkielety, czaszki, mrok i to wszystko."
W 1988 roku Senen Reyes (Sen Dog) założył grupę DVX (Devasting Vocal Excellence). W skład grupy oprócz niego wchodzili: jego brat Ulpiano Sergio Reyes (Mellow Man Ace), Louis Freese (B-Real) oraz występujący wcześniej w rapowej grupie 7A3 Lawrence Muggerud (DJ Muggs)
Po tym jak Mellow Man Ace zdecydował się na karierę solową, grupa zmuszona była do zmiany nazwy. Padło na "Cypress Hill" od ulicy biegnącej przez dzielnicę Los Angeles, – South Central – Cypress Avenue – którą członkowie nazywali domem. Jak mówi Sen Dog – "Cypress Hill to nie żadne wzgórze. Nazywamy to "hill", gdyż znajdujemy się na szczycie gówna".
Zespół nie miał żadnej promocji w mediach. Często dawali darmowe koncerty w klubach i pubach. Początkowo byli rozpoznawani jedynie przez latynoskich słuchaczy. W roku 1990 zaczęły powstawać wczesne wersje "The Phuncky Feel One" i "Trigga Happy Nigga"- którego nazwę zmieniono na "How I Could Just Kill A Man". Wywołały one bardzo duże zainteresowanie wśród firm fonograficznych. W roku 1991, w listopadzie Cypress Hill podpisali kontrakt z filadelfijską wytwórnią Ruff House (z dystrybucją Columbia Records), zespół zrealizował pierwszą płytę.
Jeszcze w tym samym roku ukazał się krążek zatytułowany po prostu "Cypress Hill". Znalazły się na nim takie piosenki jak: "Pigs", "Latin Lingo", "How I Could Just Kill A Man", "Hand On The Pump", "Tres Equis", czy "Stoned Is The Way Of The Walk". Płyta otrzymała miano platynowej, do tej pory sprzedano ponad 1,5 milionów jej egzemplarzy. Swoją popularność zawdzięcza oryginalności. DJ Muggs zaprezentował na niej nieznane do tej pory sposoby tworzenia sampli i muzyki. Album został uznany za jeden z najlepszych roku 1991. "How I Could Just Kill A Man" i "The Phuncky Feel One" były najczęściej puszczanymi przez nowojorskie rozgłośnie radiowe utworami. Stały się także hitami szkolnych radiowęzłów. Zachęciło to wytwórnię Ruff House do nakręcenia teledysku.
W 1992 roku Cypress Hill stali się oficjalnymi, muzycznymi rzecznikami NORML (Państwowa Organizacja Na Rzecz Zreformowania Praw Dotyczących Marihuany / National Organisation to Reform Marijuana Laws).
W roku 1993 został zrealizowany drugi album Cypress – "Black Sunday". Płyta zadebiutowała na pierwszym miejscu list przebojów Billboardu. W pierwszym tygodniu po premierze sprzedano – jak na płytę rapową – bardzo dużo egzemplarzy. Promujący singel o tytule "Insane In The Brain" stał się hitem oraz pierwszym rapowym utworem, który znalazł się na pierwszym miejscu listy przebojów w USA. Do piosenki "I Ain’t Goin' On Like That" nakręcono teledysk. W samych Stanach Zjednoczonych płyta sprzedała się w nakładzie 3,25 milionów i otrzymał podwójną platynę.
Po wydaniu płyty trio pojawiło się w programie "Saturday Night Live", w MTV budząc kontrowersje swym wystąpieniem. Wtedy to Muggs niespodziewanie wyjął i zapalił skręta. Swoje zachowanie wyjaśnił słowami – "Insane In The Brain". W dalszej części programu podczas utworu "I Ain’t Goin' On Like That" Cypressi zdemolowali sprzęt. Grupa była główną atrakcją trasy koncertowej Soul Assassins, podczas której występowali wraz z Beastie Boys, House of Pain i Funkdoobiest.
Cypress Hill ponownie udowodnili swoją wszechstronność podczas trasy po college'ach, którą odbyli wraz z Rage Against the Machine i 7 Year Bitch. Późniejszym dowodem tego była współpraca tria z L.A z Pearl Jam i Sonic Youth. Owoce pracy raperów z muzykami z tych grup ("Real Thing" i "I Love You Mary Jane") zostały nagrane na soundtracku do filmu "Judgement Night". Poza "Judgement Night" Cypress Hill przyczynili się do powstania ścieżek dźwiękowych do takich filmów jak "Juice" i "Mad Dog Glory". Cypressi nagrali też jeden utwór na ścieżkę dźwiękową do filmu Bohater ostatniej akcji, w którym wystąpił Arnold Schwarzenegger.
Po trasie koncertowej w Wielkiej Brytanii kapela ponownie pojawiła się na festiwalu w Lollapalooza w 1994 roku. Tego samego roku chłopaki pojawili się w Woodstock. Wtedy to dołączył do tria perkusista Beastie Boys – Eric Correa (Bobo) syn legendy salsy Williama Correa (Willie Bobo). W roku 1994 Cypress Hill otrzymali tytuł najlepszej rapowej grupy roku (J) w ankiecie ogłoszonej przez magazyn "Rolling Stone"
W 1995 roku Cypress Hill przyczynili się do powstania płyty pt.: "Hempilation", której głównym przesłaniem było reklamowanie działalności NORML i która była sponsorowana przez tę organizację. Znalazł się tam utwór "I Wanna Get High" nagrany podczas festiwalu w Lollapalooza gdzie grupa podobnie jak wcześniej wystąpiła w charakterze głównej atrakcji tym razem pojawiły się tam także takie zespoły jak: Hole, Sonic Youth oraz Sinéad O’Connor.
Kilka miesięcy po występie w Lollapalooza Cypress Hill nagrali trzecią płytę zatytułowaną "Temples of Boom". Zadebiutowała na trzeciej pozycji Billboardu, otrzymała miano platynowej, w USA sprzedano ponad 1,5 milionów jej egzemplarzy. Na krążku znalazły się takie hity jak: "Boom Biddy Bye Bye", "Illusions", "Throw Your Set In The Air" oraz utwór nagrany z członkami Wu-tang Clanu – RZA i U-God – pt.: "Killa Hill Niggas”. MTV odmówiło puszczania teledysków z Temples of Boom uważając teksty za zbyt brutalne. Cypress Hill odpowiedzieli na to wyjaśnieniami, że nie celebrują przemocy lecz opowiadają o prawdziwym ciężkim, ulicznym życiu w swoich tekstach i clipach. Po zrealizowaniu trzeciego albumu Sen Dog zdecydował się na odejście z zespołu. Założył własną punk – rapową grupę – SX-10. Pojawiał się jednak wraz z pozostałymi członkami na trasie koncertowej promującej Temples of Boom.
Rok później, latem w 1996 roku ukazuje się krążek pt.: "Unrelased & Revamped", zawierający wcześniej niedostępne produkcje chłopaków oraz remiksy ich hitów dokonane m.in. przez: Tribe Called Quest, Ziggi Marleya, The Fugees, Redmana. Tego roku Cypress Hill koncertowali wraz z 311 i The Pharcyde w Stanach oraz wystąpili na koncertach inauguracyjnych trasy "Smokin' Grooves".
W marcu 1997 Muggs ogłosił, że zespół zawiesza działalność. W tym czasie przerwy artyści zajęli się solowymi projektami muzycznymi. B-Real wraz z Coolio, Method Manem, Busta Rhymes i LL Cool J zaśpiewał na soundtracku do filmu "Space Jam" piosenkę pt.: "Hit 'em High". Założył grupę Psycho Realm, w której występował wraz z braćmi Duke, em i Jaken, em Gonzales. 24 października 1997 roku grupa wydała singel "Psycho City". B pojawił się także na płycie Dr. Dre – "Aftermath"- gdzie rapował w utworze "East Coast Killa, West Coast Killa" wraz z nim, Nasem i KRS-One. Sen Dog został wtedy producentem Deliquent Habits – na ich płycie niejednokrotnie pojawiają się jego "zadymione" wstawki. Natomiast Muggs wydał płytę "The Soul Assassins" gdzie gościnnie wystąpiły gwiazdy amerykańskiego hip-hopu jak: Cypress Hill, Genius, RZA, KRS-One, Dr. Dre, Wyclef Jean, Mobb Deep, Call O' Da Wild, Infamous Mob. Płyta została sprzedana w ponad ćwierćmilionowym nakładzie. W 1997 roku Cypress Hill po raz kolejny uczestniczyli w trasie koncertowej "Smokin Grooves" m.in. z Erykah Badu, The P-Funk All Stars, George’em Clintonem.
W 1998 roku ukazała się zrealizowana przez Sen Doga płyta grupy SX-10 zatytułowana "Get Wood Sampler". W tym też czasie Sen powrócił do Cypress Hill nagrywając wraz z Muggsem, Bobo i B-Realem następny w historii zespołu album – "IV". Piosenki takie jak "Dr. Greenthumb", czy "Tequila Sunrise" podbiły listy przebojów. Oprócz kapeli na krążku dał o sobie znać uczeń Cypressów – Barron Ricks oraz MC Eiht. Czwórka otrzymała miano złotej płyty. Po jej zrealizowaniu kwartet wyruszył na kolejne koncerty z serii "Smokin' Grooves", tym razem wraz z Busta Rhymes, Wyclef Jean, Refugee All Stars, Gang Starr, Canibus.
W międzyczasie Jason Nevis wydał dziwny taneczny remiks "Insane In The Brain", który nie odniósł sukcesu. W 1999 roku Cypress Hill rozpoczęli pracę równocześnie nad dwoma albumami naraz. Jeden to dawno oczekiwany hiszpańskojęzyczny krążek zatytułowany "Los Grandes Exitos En Espanol" wydany w grudniu tego roku. Płyta niespodziewanie odniosła sukces na całym świecie i zaowocowała koncertami w wielu latynoskich krajach.
Druga płyta nagrana w Ameraycan Studios pojawiła się w sklepach dokładnie 25 kwietnia 2000 roku. Właściwie nie płyta, a dwie płyty – "Skull & Bones". Na "Skull" można znaleźć typowe hip-hopowe rymowanki w wykonaniu Senena i B-Reala. Niespodzianką jest dysk "Bones" o typowo rockowo – hardcorowym brzmieniu. Na albumie znalazł się utwór "Superstar" nagrany w dwóch wersjach: (Rap)Superstar i (Rock)Superstar. Obie wersje ukazały się równocześnie, zapowiadając to co miało nas czekać na płycie, obie wersje stały się także hitami.
W lipcu 2000 roku Cypress Hill wyruszyli w tournée po USA wraz z Limp Bizkit. Dawane przez nich darmowe koncerty zostały uznane za największe wydarzenie lata. Sponsorem tej trasy był Napster. Natomiast koncert z 16 sierpnia 2000 roku w filharmonii w San Francisco zaowocował płytą "Live at The Fillmore", która ukazała się w sklepach w grudniu. Płytka była nagrywana na żywo, bez żadnych przeróbek i oddaje prawdziwy klimat Cypressowskich koncertów.

## Nagrody i nominacje

### Nagroda Grammy
| Rok  | Przedmiot nominacji           | Nagroda                                | Rezultat  |
| ---- | ----------------------------- | -------------------------------------- | --------- |
| 1994 | "Insane in the Brain"         | Best Rap Performance by a Duo or Group | Nominacja |
| 1995 | "I Ain’t Goin’ Out Like That" | Best Rap Performance by a Duo or Group | Nominacja |
| 1996 | "Throw Your Set in the Air"   | Best Rap Performance by a Duo or Group | Nominacja |

## Dyskografia

### Albumy
| 1991                           | Cypress Hill - Data: 19 sierpnia 1991 - Wydawca: Ruffhouse/Columbia Records                          | 31 | 4  | —  | —  | —  | —  | —  | —  | —  | 81 | US: 2× platyna UK: srebro             |
| 1993                           | Black Sunday - Data: 20 lipca 1993 - Wydawca: Ruffhouse/Columbia Records                             | 1  | 1  | 7  | 13 | —  | —  | —  | 36 | 2  | 15 | US: 3× platyna CAN: platyna UK: złoto |
| 1995                           | Cypress Hill III: Temples of Boom - Data: 31 października 1995 - Wydawca: Ruffhouse/Columbia Records | 3  | 3  | 4  | 8  | 23 | 18 | —  | 19 | 4  | 11 | US: platyna CAN: złoto UK: srebro     |
| 1998                           | Cypress Hill IV - Data: 6 października 1998 - Wydawca: Ruffhouse/Columbia Records                    | 11 | 11 | 3  | 22 | 21 | 23 | 7  | 17 | 27 | 25 | US: złoto CAN: złoto                  |
| 2000                           | Skull & Bones - Data: 25 kwietnia 2000 - Wydawca: Columbia Records                                   | 5  | 3  | 3  | 6  | 5  | 1  | 13 | 4  | 13 | 6  | US: platyna CAN: platyna              |
| 2001                           | Stoned Raiders - Data: 4 grudnia 2001 - Wydawca: Ruffhouse/Columbia Records                          | 64 | 26 | —  | —  | 24 | —  | 54 | 26 | —  | 71 |                                       |
| 2004                           | Till Death Do Us Part - Data: 23 marca 2004 - Wydawca: Ruffhouse/Columbia Records                    | 21 | 23 | —  | 28 | 10 | 28 | 30 | 11 | 16 | 53 |                                       |
| 2010                           | Rise Up - Data: 20 kwietnia 2010 - Wydawca: Priority Records/EMI                                     | 19 | 5  | 15 | 57 | 14 |    | 36 | 31 |    | 78 |                                       |
| 2018                           | Elephants on Acid - Data: 28 września 2018 - Wydawca: Bertelsmann Music Group                        |    |    |    |    |    |    |    |    |    |    |                                       |
| "—" pozycja nie była notowana. | |    |    |    |    |    |    |    |    |    |    |                                       |

### Single
| Rok                            | Tytuł                                          | Pozycja na liście | Pozycja na liście | Pozycja na liście | Pozycja na liście | Pozycja na liście | Pozycja na liście | Pozycja na liście | Pozycja na liście | Pozycja na liście | Pozycja na liście | Pozycja na liście | Album                 |
| Rok                            | Tytuł                                          | US                | US R&B            | US Rap            | US Alt.           | AUS               | CHE               | GER               | IRE               | NZ                | SWE               | UK                | Album                 |
| ------------------------------ | ---------------------------------------------- | ----------------- | ----------------- | ----------------- | ----------------- | ----------------- | ----------------- | ----------------- | ----------------- | ----------------- | ----------------- | ----------------- | --------------------- |
| 1991                           | "How I Could Just Kill a Man"                  | 77                | —                 | 1                 | —                 | —                 | —                 | —                 | —                 | —                 | —                 | —                 | Cypress Hill          |
| 1991                           | "The Phuncky Feel One"                         | 77                | —                 | 1                 | —                 | —                 | —                 | —                 | —                 | —                 | —                 | —                 | Cypress Hill          |
| 1992                           | "Latin Lingo"                                  | —                 | 105               | 12                | —                 | —                 | —                 | —                 | —                 | —                 | —                 | —                 | Cypress Hill          |
| 1992                           | "Hand on the Pump"                             | —                 | 49                | 2                 | —                 | —                 | —                 | —                 | —                 | —                 | —                 | —                 | Cypress Hill          |
| 1993                           | "Insane in the Brain"                          | 19                | 27                | 1                 | —                 | 40                | —                 | 93                | 18                | 12                | —                 | 21                | Black Sunday          |
| 1993                           | "When the Shit Goes Down"                      | —                 | —                 | —                 | —                 | 47                | —                 | —                 | 25                | 5                 | —                 | 19                | Black Sunday          |
| 1993                           | "I Ain’t Goin’ Out Like That"                  | 65                | 86                | 21                | —                 | 43                | —                 | —                 | 19                | 6                 | 40                | 15                | Black Sunday          |
| 1994                           | "Lick a Shot"                                  | —                 | —                 | —                 | —                 | —                 | —                 | —                 | —                 | —                 | —                 | 20                | Black Sunday          |
| 1995                           | "Throw Your Set in the Air"                    | 45                | 60                | 11                | —                 | 29                | —                 | 83                | 19                | 7                 | 13                | 15                | III: Temples of Boom  |
| 1996                           | "Illusions"                                    | 103               | 87                | 31                | —                 | —                 | —                 | —                 | —                 | 33                | —                 | 23                | III: Temples of Boom  |
| 1996                           | "Boom Biddy Bye Bye"                           | 87                | 73                | 19                | —                 | —                 | —                 | —                 | —                 | —                 | —                 | —                 | III: Temples of Boom  |
| 1998                           | "Dr. Greenthumb"                               | 70                | 57                | 14                | —                 | —                 | —                 | 47                | —                 | —                 | —                 | 34                | IV                    |
| 1998                           | "Tequila Sunrise"                              | —                 | —                 | —                 | —                 | —                 | 48                | —                 | —                 | —                 | —                 | 23                | IV                    |
| 2000                           | "(Rap) Superstar"                              | —                 | 87                | 43                | —                 | —                 | 21                | 22                | 39                | 34                | —                 | 13                | Skull & Bones         |
| 2000                           | "(Rock) Superstar"                             | —                 | —                 | —                 | 18                | —                 | —                 | —                 | —                 | —                 | 50                | 13                | Skull & Bones         |
| 2000                           | "Highlife"                                     | —                 | —                 | —                 | —                 | —                 | —                 | —                 | —                 | —                 | —                 | 35                | Skull & Bones         |
| 2000                           | "Can’t Get the Best of Me"                     | —                 | —                 | —                 | —                 | —                 | —                 | 99                | —                 | —                 | —                 | 35                | Skull & Bones         |
| 2001                           | "Lowrider"                                     | —                 | 108               | —                 | —                 | —                 | 70                | 39                | —                 | —                 | —                 | 33                | Stoned Raiders        |
| 2001                           | "Trouble"                                      | —                 | —                 | —                 | —                 | —                 | 70                | 39                | —                 | —                 | —                 | 33                | Stoned Raiders        |
| 2004                           | "What's Your Number" (feat. Tim Armstrong)     | —                 | 106               | —                 | 23                | —                 | 42                | 41                | —                 | 8                 | —                 | 44                | Till Death Do Us Part |
| 2004                           | "Latin Thugs"                                  | —                 | —                 | —                 | —                 | —                 | —                 | —                 | —                 | —                 | —                 | —                 | Till Death Do Us Part |
| 2010                           | "Rise Up" (feat. Tom Morello)                  | —                 | —                 | —                 | 21                | —                 | —                 | —                 | —                 | —                 | —                 | —                 | Rise Up               |
| 2010                           | "Armada Latina" (feat. Marc Anthony & Pitbull) | 106               | —                 | 25                | —                 | —                 | —                 | —                 | —                 | —                 | —                 | —                 | Rise Up               |
| "—" pozycja nie była notowana. |                                                |                   |                   |                   |                   |                   |                   |                   |                   |                   |                   |                   |                       |

### Minialbumy
| Rok                            | Tytuł                                                                                | Pozycja na liście | Pozycja na liście | Pozycja na liście | Pozycja na liście | Pozycja na liście | Pozycja na liście | Pozycja na liście | Pozycja na liście | Pozycja na liście | Certyfikaty |
| Rok                            | Tytuł                                                                                | US                | US R&B            | CHE               | FIN               | FRA               | NZ                | NLD               | SWE               | UK                | Certyfikaty |
| ------------------------------ | ------------------------------------------------------------------------------------ | ----------------- | ----------------- | ----------------- | ----------------- | ----------------- | ----------------- | ----------------- | ----------------- | ----------------- | ----------- |
| 1996                           | Unreleased & Revamped - Data: 13 sierpnia 1996 - Wydawca: Ruffhouse/Columbia Records | 21                | 15                | 28                | 24                | 29                | 41                | 56                | 50                | 29                | US: złoto   |
| 2002                           | Stash - Data: 2 lipca 2002 - Wydawca: Ruffhouse/Columbia Records                     | —                 | —                 | —                 | —                 | —                 | —                 | —                 | —                 | —                 |             |
| "—" pozycja nie była notowana. |                                                                                      |                   |                   |                   |                   |                   |                   |                   |                   |                   |             |

### Albumy koncertowe
| Rok  | Tytuł                                                                              | Pozycja na liście | Pozycja na liście | Pozycja na liście | Pozycja na liście | Pozycja na liście |
| Rok  | Tytuł                                                                              | US                | US R&B            | AUT               | CHE               | UK                |
| ---- | ---------------------------------------------------------------------------------- | ----------------- | ----------------- | ----------------- | ----------------- | ----------------- |
| 2000 | Live at the Fillmore - Data: 12 grudnia 2000 - Wydawca: Ruffhouse/Columbia Records | 119               | 78                | 47                | 82                | 188               |

### Kompilacje
| Rok                            | Tytuł                                                                                            | Pozycja na liście | Pozycja na liście | Pozycja na liście | Pozycja na liście | Pozycja na liście | Pozycja na liście | Pozycja na liście | Pozycja na liście | Pozycja na liście | Pozycja na liście | Certyfikaty         |
| Rok                            | Tytuł                                                                                            | US                | US R&B            | US Latin          | AUT               | CHE               | FRA               | GER               | IRE               | NLD               | NZ                | Certyfikaty         |
| ------------------------------ | ------------------------------------------------------------------------------------------------ | ----------------- | ----------------- | ----------------- | ----------------- | ----------------- | ----------------- | ----------------- | ----------------- | ----------------- | ----------------- | ------------------- |
| 1999                           | Los grandes éxitos en español - Data: 19 października 1999 - Wydawca: Ruffhouse/Columbia Records | —                 | —                 | 6                 | 27                | 38                | 58                | 50                | —                 | 75                | —                 | US: platyna (Latin) |
| 2005                           | Greatest Hits From the Bong - Data: 13 grudnia 2005 - Wydawca: Ruffhouse/Columbia Records        | 30                | 14                | —                 | 40                | 61                | —                 | —                 | 100               | —                 | 25                |                     |
| 2008                           | Super Hits - Data: 25 marca 2008 - Wydawca: SBME Special Mkts.                                   | —                 | —                 | —                 | —                 | —                 | —                 | —                 | —                 | —                 | —                 |                     |
| 2008                           | Collections - Data: 2008 - Wydawca: Sony Music                                                   | —                 | —                 | —                 | —                 | —                 | —                 | —                 | —                 | —                 | —                 |                     |
| "—" pozycja nie była notowana. |                                                                                                  |                   |                   |                   |                   |                   |                   |                   |                   |                   |                   |                     |

## Wideografia
| Rok  | Tytuł                                                                                    | Uwagi      |
| ---- | ---------------------------------------------------------------------------------------- | ---------- |
| 2001 | Still Smokin - Data: 2001 - Wydawca: Sony Music Entertainment Inc., Columbia Music Video | - DVD, VHS |

## Teledyski
| Rok  | Tytuł                                         | Reżyseria                  |
| ---- | --------------------------------------------- | -------------------------- |
| 1992 | "Insane in the Brain"                         | Josh Taft                  |
| 1994 | "I Ain’t Goin’ Out Like That"                 | F. Gary Gray               |
| 1995 | "Throw Your Set in the Air"                   | Mc G                       |
| 1995 | "Throw Your Hands in the Air"                 | Mc G                       |
| 1996 | "Illusions"                                   | Mc G                       |
| 1996 | "Boom Biddy Bye Bye"                          | Dante Ariola, Jamie Caliri |
| 1998 | "Dr. Greenthumb"                              | Esteban Oriol              |
| 1998 | "Tequila Sunrise"                             | Kevin Kerslake             |
| 2000 | "Can’t Get the Best of Me" (domestic version) | Chris Hafner               |
| 2000 | "Can’t Get the Best of Me"                    | Chris Hafner               |
| 2000 | "(Rap) superstar"                             | Dean Karr                  |
| 2000 | "(Rock) superstar"                            | Dean Karr                  |
| 2001 | "Lowrider"                                    | Smith n' Borin             |
| 2001 | "Trouble"                                     | Chris Robinson             |
| 2010 | "It Ain’t Nothin"                             | Matt Alonzo                |